# Marko Pajač
Marko Pajač (Zagreb, 11 de maio de 1993) é um futebolista profissional croata que atua como meia.

## Carreira

### Varaždin
Marko Pajač se profissionalizou no Varaždin, em 2011.

### Cagliari
Marko Pajač se transferiu para o Cagliari em 2016.